# Jethro Tull (band)
Jethro Tull is een Britse progressieve-rockband uit Luton, opgericht in 1967 rond de Schotse voorman Ian Anderson. Hun muziek is herkenbaar aan de opmerkelijke zangstijl en het unieke dwarsfluitwerk van Anderson, aan de ongewone en vaak complexe liedconstructies en aan de intelligente teksten.

## Stijl
Hun muziek, gestart als blues met een experimentele inslag, heeft onomstotelijk invloeden van klassieke muziek, hardrock en jazz, alsmede Aziatische en Keltische folkmuziek. Hierdoor is het zeer moeilijk andere muzikanten aan te wijzen die soortgelijke muziek maken. Meer dan andere rockbands onderscheidt hun muziek zich van de overige rockmuziek.
Opvallend kenmerk van Jethro Tull is dat voorman Anderson bijna alleen akoestische instrumenten speelt: de "un-plugged guy in a medium to heavy rockband". Hij speelt voornamelijk dwarsfluit en akoestische gitaar. "Mijn rol in het leven was altijd om een akoestische muzikant te zijn, maar de afgelopen 38 jaar heb ik nogal lawaaiige vrienden!"
Anderson schrijft het verschil tussen hun muziek en dat van andere progrockbands onder meer toe aan Jethro Tulls afkeer van drugs: "Ik kan het veilig zeggen: Ik haat hippies, oké? En ik haat psychedelische muziek en ik haat alles wat te maken heeft met drugs. Jethro Tull heeft zich daar nooit mee ingelaten."
Terwijl andere bands hen in de beginjaren nog beïnvloedden, ontwikkelden ze snel een unieke, altijd herkenbare sound.
Min of meer bewust kiest Anderson ervoor om in de slipstream van de popwereld te blijven. Een beetje in de luwte maar altijd aanwezig, zou de band volgens hem artistiek op de been houden. Over het algemeen kreeg de band door de jaren heen vaak overweldigend goede kritieken. Ze staan bekend als excentriekelingen, topmuzikanten en mensen met humor. Ian Anderson laat via zijn teksten weten dat hij een taalalchemist is en doet daar verbaal tijdens zijn concerten nog een schepje bovenop.
Citaten van Anderson over de identiteit van Jethro Tull:
"We kunnen geen heavy riff band zijn, want Led Zeppelin is de beste ter wereld. We kunnen geen blues-influenced R&B rock 'n' roll band zijn, want The Rolling Stones zijn de beste ter wereld. We kunnen geen slightly sort of airy-fairy mystical sci-fi synthesizing abstract freak-out band zijn, want Pink Floyd is de beste ter wereld. Dus wat is er over? Precies, dat is wat we altijd gedaan hebben: Wij bouwen de bruggen en vullen de gaten."
"We zijn door de jaren heen door iedereen al in elk genre ingedeeld. We begonnen als een little old blues band, werden een bluesrockband, en een progressieve-rockband; een hardrockband; een heavymetalband waar we zelfs eens een Grammy voor wonnen. Artrock, folkrock; alle soorten fucking rock dichtten ze ons toe, echt waar... Hoe je het ook wilt noemen, het is best leuk om te doen hoor."

## Huidige bezetting

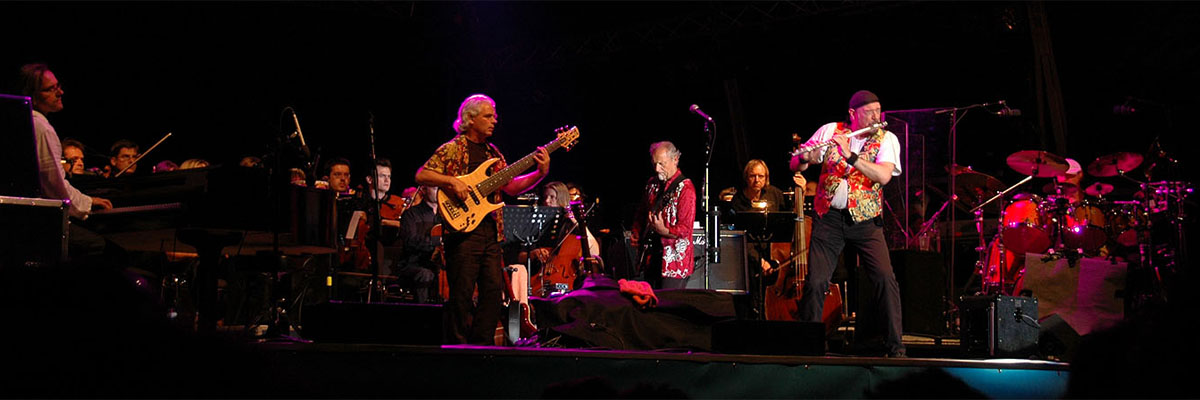
Jethro Tull in 2007; in de achtergrond het Neue Philharmonie Frankfurt, vooraan (v.l.n.r.): John O’Hara (keyboards), David Goodier (basgitaar), Martin Barre (elektrische gitaar), Ian Anderson (dwarsfluit), Doane Perry (drums)

- Ian Anderson – onder andere zang, dwarsfluit, akoestische gitaar, mondharmonica, bansuri en mandoline
- Joe Parrish– elektrische en akoestische gitaar
- David Goodier – basgitaar en glockenspiel
- John O'Hara – keyboards en accordeon
- Scott Hammond – drums
- Anna Phoebe – viool
- Ryan O'Donnell – zang en mime

Sinds 2012 toert Anderson met Thick as a Brick 1 en 2 over de wereld onder de noemer Ian Anderson's Jethro Tull.

## Geschiedenis

### Beginjaren
Ian Andersons eerste band, 1963 te Blackpool, heette The Blades. Deze band was rond 1966 veranderd in een zevenkoppige white soul-band John Evan Band geheten (later The John Evan Smash), vernoemd naar pianist annex drummer John Evans, die de 's' wegliet om het minder gewoon te laten klinken. Op dit punt was Barriemore Barlow de drummer van de band. Zowel Evan als Barlow zouden later terugkeren in Jethro Tull. Hoe dan ook, na de verhuizing van de band naar Londen verlieten de meeste bandleden de band en ze lieten Anderson en bassist Glenn Cornick achter, die de krachten bundelden met bluesgitarist Mick Abrahams en zijn vriend, drummer Clive Bunker, beiden van de band McGregor's Engine. In het begin hadden ze problemen om herhaaldelijk geboekt te worden en wisselden daardoor frequent van bandnaam (onder andere Navy Blue, Ian Henderson's Bag 'o Blues, en het suïcidale Candy Coloured Rain waarmee je zelfs in de hippietijd niet serieus genomen werd) om in het clubcircuit van Londen te kunnen blijven spelen. Meestal werden de namen aangedragen door hun boekingsagent.
Een van hen, een geschiedenisenthousiasteling, kwam op de proppen met de naam Jethro Tull, de naam van een 18e-eeuwse landbouwpionier die de zaaimachine uitgevonden heeft. Deze naam hebben ze uiteindelijk gehouden om het simpele feit dat tijdens het optreden waar ze deze naam voor het eerst gebruikten, de clubmanager John Gee van The Marquee Club hun show goed vond en hen uitnodigde terug te komen. Hij heeft, samen met John Peel en Brian Matthew van BBC Radio ervoor gezorgd dat Jethro Tull op grotere podia in Engeland kwam. Door hun toedoen traden ze op in Hyde Park, en het Sunburry Jazz and Blues Festival, waar ze door het grote publiek ontdekt werden.
Toen Anderson gevraagd werd wat hij graag wilde als hij één ding uit het verleden kon veranderen, antwoordde hij:
"De Jethro in Jethro Tull. Norman, Julien, Damon – alles behalve het bloody J-word" "Het is niet grappig als je een band start en er na een tijdje achter komt dat je hem vernoemd hebt naar een dode kerel. Maar het had erger gekund. Als ik per ongeluk Robin Hood of Adolf Hitler gekozen had, bijvoorbeeld. Misschien als ik beter had opgelet bij geschiedenislessen, dan was dit niet gebeurd."
Na een onsuccesvolle single (een door Abrahams geschreven popliedje genoemd Sunshine Day, waarop de bandnaam fout gespeld Jethro Toe stond, wat het een collectorsitem maakt) brachten ze het bluesy album This Was uit in 1968, voorzien van muziek geschreven door zowel Anderson als Abrahams. Het traditionele arrangement Cat's Squirrel, was het hoogtepunt van Abrahams' blues-rock-stijl. Het Rahsaan Roland Kirk-gecoverde jazzstuk Serenade To A Cuckoo gaf Anderson een showcase voor zijn groeiende talenten als fluitist.
Na dit album verliet Abrahams de band (om een eigen band Blodwyn Pig te vormen). Er waren meerdere redenen voor zijn afscheid: hij was een bluespurist, terwijl Anderson andere muzikale wegen wilde inslaan; Abrahams en Cornick konden het niet goed samen vinden en Abrahams wilde geen internationale reizen maken of meer dan drie avonden per week optreden, terwijl de anderen succesvol wilden worden door zo veel mogelijk te spelen en een internationale schare fans op te bouwen. In zijn plaats koos Anderson voor Tony Iommi van Black Sabbath. Iommi voelde zich echter oncomfortabel en besloot al na een korte periode de band te verlaten. Wel bleef hij aan tot het optreden in The Rolling Stones Rock And Roll Circus. (In dat programma, waar de band A Song For Jeffrey speelde, was alleen Andersons zang en fluit live; de andere muziek was van een backing tape.) Iommi werd vervangen door voormalig Motivation-, Penny Peeps- en Gethsemane-lid Martin Barre, die Anderson bovenal imponeerde met zijn volharding, meer dan al het andere: hij was zo nerveus bij zijn eerste auditie dat hij überhaupt amper kon spelen, en toch kwam hij terug voor een tweede auditie, zonder een kabel om zijn gitaar te verbinden met de versterker. Desondanks zou Barre het langstblijvende bandlid zijn na Anderson.

### Progressieve rock
Deze nieuwe formatie bracht in 1969 Stand Up uit, het enige album van de band dat plaats 1 in de Britse hitlijst bereikte. Het was compleet door Anderson geschreven, met de uitzondering van het jazzy re-arrangement van Bachs Bourée en het ontwikkelde zich verder van de bluesrichting naar het in opkomst zijnde genre progressieve rock. Stand Up klinkt, instrumentaal gezien, een beetje als een jazzbezweemd vroeg Led Zeppelin-album, met een heavy en redelijk donker geluid. De single Living in the Past van hetzelfde jaar bereikte de derde plaats in de Britse charts. Hoewel de meeste andere progressieve bands bewust weigerden singles te maken in die tijd, had Jethro Tull ook succes met andere singles, Sweet Dream (1969), The Witches' Promise (1970), en een 5 track-ep (een maxi-single van ruim een kwartier) Life Is A Long Song (1971), die alle in de top 20 kwamen.
In 1970 kwam keyboardspeler John Evan de band versterken (formeel was hij een gastmuzikant op dit moment) en bracht de band het album Benefit uit waarop Anderson zijn kwaliteiten uitbreidde in de studio- en opnametechnieken, alsmede zijn compositionele vaardigheden. Dit was het eerste album van Jethro Tull dat de grens van 1 miljoen verkochte platen doorbrak.
In 2004 is een cd van een concert uit 1970 uitgebracht: Nothing Is Easy: Live at the Isle of Wight 1970, en begin 2005 een dvd met dezelfde titel. Deze bevat een gedeelte van het concert, maar is in feite een documentaire.
Bassist Cornick verliet de band na Benefit en werd vervangen door Jeffrey Hammond-Hammond, een jeugdvriend van Anderson wiens naam al voorkwam in de nummers A Song for Jeffrey, Jeffrey Goes to Leicester Square, en For Michael Collins, Jeffrey, and Me. Jeffrey werd vaak vermeld op Jethro Tull-albums als Jeffrey Hammond-Hammond, maar de extra 'Hammond' was vals.
Deze formatie bracht Jethro Tulls bekendste werk Aqualung uit in 1971, waar er twaalf miljoen van zijn verkocht. Het album is een combinatie van hardrockmuziek, draaiend rond thema's zoals sociaal verstotenen en georganiseerde religie en wat lichtere akoestische stukken over de wereldse dingen uit het leven van alledag, zoals het liefdesliedje Wond'ring Aloud. Aqualung wordt aanbeden en gehaat tegelijk, maar het titelnummer en Locomotive Breath worden nog regelmatig op de radio gedraaid.
De reden waarom het album gehaat wordt, zijn Andersons teksten die een vernietigende opinie op religie en de maatschappij geven. Het personage Aqualung uit het titelnummer is een alcoholistische pedofiele zwerver, en het personage uit het nummer Cross-Eyed Mary is een onvolwassen prostituee. My God, Hymn 43 en Wind-Up zijn een frontale aanval op religieuze buitensporigheid, zoals:
- "People - what have you done - locked Him in His golden cage. Made Him bend to your religion - Him resurrected from the grave. He is the God of nothing - if that's all that you can see.";
- "If Jesus saves - well, He'd better save Himself from the gory glory seekers who use His name in death."

Drummer Clive Bunker werd begin 1971 vervangen door Barriemore Barlow, volgens John Bonham "de grootste rockdrummer die Engeland ooit voortgebracht heeft" en wiens speelstijl als muzikale geometrie wordt omschreven; hij nam eerst samen met de band de ep Life Is A Long Song op en maakte zijn albumdebuut met Jethro Tull in 1972 op Thick as a Brick. Dit was een conceptalbum gewikkeld in een (zelfgemaakte) krant, bestaande uit één nummer gesplitst in twee delen over beide zijden van de lp, met een aantal samengesmolten movements en een centraal thema naar een gedicht van het fictieve jongetje Gerald Bostock, bijgenaamd Little Milton. Het eerste movement met zijn onderscheidende akoestische gitaarriff werd redelijk veel gedraaid op de radio en ook nu wordt het weleens gedraaid als zeldzaam muziekstuk. Thick as a Brick was het eerste Jethro Tull-album dat de eerste plaats in de Amerikaanse Billboard Pop Albums-lijst bereikte (het jaar erna bereikte A Passion Play als enige andere album diezelfde plaats. Beide albums bestonden uit één nummer van ongeveer 45 minuten lang). Dit kwintet – Anderson, Barre, Evan, Hammond en Barlow – was een van de geliefdste Jethro Tull-bezettingen en bleef samen tot 1975.
Ook in 1972 was de verschijning van het dubbelalbum Living in the Past, een compilatie van singles, B-kanten en outtakes (inclusief de complete ep Life Is a Long Song, die het album afsluit), met één lp-kant live opgenomen in 1970 in Carnegie Hall in New York. Het album wordt door veel Jethro Tull-fans gezien als een van hun beste uitgaven. Het titelnummer (in 5/4 maat) is een van hun meest populaire singles. Anderson schreef het ook met de specifieke intentie om hoog in de hitlijsten te komen om zo bekendheid te winnen. Hoewel geïnspireerd door Take Five van jazzmuzikant Dave Brubeck, is Living in the Past veel dichter bij de Amerikaanse rock-'n-roll dan bij jazz – een aanhoudende trend in de historie van Jethro Tull.
In 1973 was het de bedoeling van de band een dubbelalbum op te nemen in het belastingvrije Château d'Hérouville (iets wat onder andere The Rolling Stones en Elton John ook deden in die periode), maar ze waren niet tevreden over de kwaliteit van de opnamestudio en gingen er weg, en doopten ze gekscherend Château d'Isaster (een gedeelte van deze opnames werd later uitgebracht op de 3-dubbel-cd 20 Years of Jethro Tull - de complete opname werd in 1993 uitgebracht op Nightcap). In plaats daarvan namen ze snel A Passion Play op en brachten dat uit. Ook dit was een conceptalbum met één nummer, net zoals Thick as a Brick, deze keer met allegorische songteksten. Na enkele jaren groeiende populariteit verkocht A Passion Play goed, maar ontving over het algemeen negatieve kritieken met koppen als Play Without Passion en Tull Quit. Tot dit punt had Anderson een vriendelijke relatie met de muziekpers, maar dit album markeerde een keerpunt in deze relatie. Ze hadden de piek in populariteit bij de critici gepasseerd na de drie monsters Aqualung, Thick as a Brick en Living in the Past, zelfs al hield hun populariteit bij het publiek onverminderd aan.
In 1974 kwam War Child, een album geschreven als muziek voor een filmproductie, bereikte de tweede plaats in de Billboard-charts en werd beter ontvangen dan het voorgaande album. Het nummer Bungle in the Jungle werd een zomerhit in Amerika. Het nummer Only Solitaire is naar verluidt gericht tot L.A. Times-muziekrecensent Robert Hilburn, een van Andersons heftigste commentatoren:
Brain-storming habit-forming battle-warning weary winsome actor spewing spineless chilling lines -

the critics falling over to tell themselves he's boring and really not an awful lot of fun.

Well who the hell can he be when he's never had V.D., and he doesn't even sit on toilet seats?

Court-jesting, never-resting - he must be very cunning to assume an air of dignity

and bless us all with his oratory prowess, his lame-brained antics and his jumping in the air.

And every night his act's the same and so it must be all a game of chess he's playing -

"But you're wrong, Steve: you see, it's only solitaire."
Steve is Steve Peacock, een andere grote afschrijver van Jethro Tull.
In 1975 bracht de band Minstrel in the Gallery uit, een album dat lijkt op Aqualung, met het contrast dat het wat softer is, veel akoestische gitaar-gebaseerde stukken met langere, meer bombastische solo's van Barres elektrische gitaar. Dit album kreeg gemengde reviews, maar het werd een van Jethro Tulls meest geliefde albums bij de fans en een groep mensen die eigenlijk vooral Aqualung een goed album vinden, maar niet erg houden van de meer progressieve andere albums. Na dit album, verliet Hammond-Hammond de band en werd hij vervangen door John Glascock.
Deze bezetting bracht een nieuw conceptalbum uit, deze keer over een op leeftijd geraakte rocker: Too Old to Rock 'n' Roll: Too Young to Die!. Anderson, geprikkeld door de kritieken (vooral die van A Passion Play), kwam met een respons: messcherpe teksten. De pers ging deze tactische zet uit de weg en vroeg in plaats daarvan of het album autobiografisch was – een aantijging die Anderson vurig ontkende.
In 1976 en 1977 zijn respectievelijk de twee-eenheid compilatiealbums M.U. - The Best of Jethro Tull en Repeat: The Best of Jethro Tull - Vol. II uitgebracht.
Tijdens de vroege jaren 70 groeide Jethro Tull van een progressieve bluesband naar een van de grootste concertspektakels ter wereld. De concerten van de band waren beroemd om hun theatrale en lange medleys met instrumentale improvisaties. Terwijl de vroege Jethro Tull-shows een manische Anderson met wilde bos haar en baard, gekleed in haveloze overjas en versleten kleding bevatten, werden de kostuums professioneler (maar niet minder bijzonder) zodra de band beroemder werd. Dit bereikte zijn toppunt tijdens de War Child-tour: Anderson in een oversized codpiece en idioot kleurrijk carnavalesk kostuum. Andere bandleden bleven niet achter, met Hammond-Hammond in een zwart-wit diagonaal gestreepte outfit én gitaar, Evan in een strak wit pak met stropdas, Barlow in een veel te kleine korte broek en Barre in kamerjas met binocle. Liveshows bevatten interactieve intermezzo's, inclusief on-stage-telefoongesprekken, korte films, en toneelstukjes zoals The Story Of The Hare Who Lost His Spectacles.
Zodra de band een wat meer gesettelde stijl ontwikkelde eind jaren 70, veranderden ook de kostuums in een meer sereen geheel en werden de concerten ook wat normaler. Anderson droeg vaak een kostuum zoals de landheren van een dorp in de Schotse historie dat deden. Maar toch bevatten de shows nog steeds bombastische instrumentale stukken die naar een climax toewerken en ook de gigantische ballonnen die Anderson op zijn hoofd balanceert en in het publiek gooit.

### Folkrock
Jethro Tull sloot het decennium af met een trio folkrock-albums, Songs from the Wood, Heavy Horses en Stormwatch. Songs from the Wood was het eerste album van de band dat unaniem positieve recensies kreeg sinds Living in the Past.
De band had een tijd vriendschappelijke banden met folkrockers Steeleye Span. Hoewel Jethro Tull formeel niet tot de folkrockbeweging werd gerekend (die zo een tien jaar eerder begonnen was door Fairport Convention), was er een duidelijke uitwisseling van muzikale ideeën tussen de folkrockers en Jethro Tull. Daarnaast was Anderson verhuisd van Londen naar een boerderij in Schotland en deze nieuwe landelijke levensstijl heeft zijn weerslag op deze albums. Bijvoorbeeld is het titelnummer van Heavy Horses een lofzang op de trekpaarden.
Het tourneeleven van de band bleef doorgaan, en ze brachten een livedubbelalbum uit in 1978, getiteld Live: Bursting Out, dat dynamische livenummers bevat in de bezetting die door veel fans wordt gezien als het gouden tijdperk van de band. Ook de vaak schunnige podiumscherts van Anderson met het publiek en bandleden is aanwezig ("David is even weg om te pissen. Ah, hij is terug. Heb je er even een goede slinger aan gegeven?"). Naast de dubbel-lp (en nu dubbel-cd) is er ook een goedkopere enkele cd in omloop waarop de nummers Quatrain, Conundrum en Sweet Dream weggelaten zijn.
In 1978 kreeg Jethro Tull, met Uriah Heep in het voorprogramma, de eer om de eerste trans-Atlantische live televisie-uitzending te doen. Hun optreden werd vanuit Madison Square Garden, New York, via de satelliet live uitgezonden in Europa en zowel Noord- als Zuid-Amerika, waarmee ze in totaal 400 miljoen mensen bereikten. Tijdens deze tournee werd Glascock wegens een hartoperatie tijdelijk vervangen door Tony Williams.
Gedurende deze folkrockperiode werd David Palmer een fulltime bandlid als tweede keyboardspeler. Eerder componeerde hij al de muziekstukken voor orkest die op veel voorgaande albums aanwezig waren. Bassist Glascock stierf in 1979 na een hartoperatie en Stormwatch werd zonder hem afgemaakt (Anderson speelde de bas op een paar nummers). Hierna besloot Anderson zijn eerste soloalbum te gaan maken.

### Elektronische rock
Tijdens de opnames van Andersons soloalbum bleek dat het toch meer een groepsproces werd dan een solo-uiting, en daarom is besloten het als een Jethro Tull uit te brengen. Dit was in 1980, en het album heet A. Naast Anderson speelt Barre op elektrische gitaar, David Pegg (die na de dood van Glascock was aangetrokken uit Fairport Convention) op basgitaar, en Mark Craney op de drums. Het album had een erg elektronisch geluid, bijgedragen door keyboardspeler en violist Eddie Jobson (van onder andere UK en Roxy Music). De sound was compleet anders dan eerdere Jethro Tull-opnames, voornamelijk door het prominente gebruik van synthesizers.
Met dezelfde gemoederen als het album maakte de band een muziekvideo Slipstream, een film van een concert in Hammersmith Odeon in Londen in september 1980 met deze A-bezetting. De elektronische stijl was zelfs meer prominent in de liveoptredens en liet ook zijn sporen na in bestaande nummers zoals Locomotive Breath. De meer klassieke Jethro Tull sound was meer geprononceerd in een complete akoestische versie van Skating Away On The Thin Ice Of The New Day met Pegg op mandoline. Slipstream was lange tijd een zeldzaamheid op VHS, maar is sinds 2004 gratis als bonus-dvd bij A.
Jobson en Craney scheidden hun wegen na de A-tournee en Jethro Tull kwam in een periode met wisselende drummers (onder andere Phil Collins en Paul Burges, hoewel voornamelijk Gerry Conway en Doane Perry). Peter-John Vettese verving Jobson op keyboards en de band keerde terug naar een meer folkrockstijl – hoewel ook met synthesizers – om in 1982 The Broadsword and the Beast uit te brengen. Het album ging over Keltische en Germaanse thema's en op de cover stond een mythologische Vikingachtige figuur. De tournee had Spinal Tap-waardige proporties; het podium was getransformeerd tot rondreizend Vikingschip en Anderson liep met een groot monster op zijn schouders rond. Het album werd vooral in Duitsland en Scandinavië een succes. 1981 was het eerste jaar dat de band geen album uitbracht.
Anderson kwam met zijn eerste soloalbum in 1983, in de vorm van een hevig elektronisch Walk into Light. Zoals met latere solo-uitingen van Anderson en Barre vonden sommige van deze nummers hun weg naar de Jethro Tull-liveset.
In 1984 bracht Jethro Tull Under Wraps uit, weer een hevig elektronisch album. Hoewel de band trots en tevreden over het album was, werd het niet goed ontvangen, vooral in Noord-Amerika niet. Als een gevolg van de keelproblemen die Anderson ondervond bij het zingen van het Under Wraps-materiaal tijdens de tour, nam de band een twee jaar durende pauze (één concert in 1985 en zes in 1986). In deze periode maakte Anderson fortuin door actief met zijn zalmkwekerijen aan de slag te gaan.
Een concert van de Under Wraps-tournee werd uitgezonden door de BBC en is later op cd uitgebracht: Live at Hammersmith '84.
Om de fans een signaal te geven dat de pauze die de band vanaf 1985 inlast wat hen betreft tijdelijk was, wordt het compilatiealbum Original Masters uitgebracht in datzelfde jaar.

### Hardrock
Jethro Tull kwam in 1987 sterker en machtiger terug dan men kon verwachten met Crest of a Knave, zonder Vettese (Anderson speelde de keyboards op het album). De band leunde veel sterker op Barres elektrische gitaar dan ze gedaan hadden sinds begin jaren 70. Het album ontving positieve recensies en was een commercieel succes. Meteen wonnen ze een Grammy Award voor Best Hard Rock/Metal Performance, waarmee ze favorieten Metallica versloegen. De prijs was gedeeltelijk controversieel, omdat veel mensen Jethro Tull geen hardrockband vinden en al helemaal niet heavy metal. Feitelijk was ze in de basis nog altijd een progressieve-rockband. Commentaar van Anderson hierop:
"Het is nu eenmaal een feit dat Jethro Tull geen pure heavymetalband is en ook geen pure hardrockband. Maar ik daag iedereen uit om te bewijzen dat er in onze muziek geen hardrock-ínvloeden zitten, zeker als je naar onze liveshows kijkt. Onze live-uitvoeringen bevatten veel hardrock-elementen: harde riffs, keiharde drums, gierende gitaarsolo's en gierende vocalen."
Eigenlijk vindt Anderson de progrock boeiender dan hardrock:
"Muziek heeft meer elementen zoals drama, licht en schaduw, teksten, volume en tonen, en die horen er allemaal bij. Metallica is red meat and potatoes vind ik. Ik doe er wat salade bij, pastiches en zeebanket. Muziek maken is net als de liefde bedrijven; je kunt het snel op-en-neer doen zoals Metallica, of er samen wat moois van maken."
De eerste Grammy in deze categorie ooit was een klap in het gezicht van veel heavymetal-fans (na deze uitreiking en wellicht vanwege deze uitreiking, werden in de opvolgende jaren twee verschillende Grammy's uitgereikt: een voor hardrock en een voor heavymetal). Het advies van Jethro Tulls management was niet naar de ceremonie te gaan, omdat ze toch geen kans om te winnen hadden. Toen bekend werd dat ze gewonnen hadden, begonnen metalfans in het publiek met boe-geroep. Als respons op de kritiek die ze kregen over de prijs (alsof ze er zelf iets aan konden doen), plaatste de band een advertentie in een Brits muziektijdschrift met de slogan "The flute is a (heavy) metal instrument!".
Het jaar erop won Metallica alsnog een Grammy en hun dank ging uit naar Jethro Tull: "The first thing we've got to do is obviously – like you guys were expecting – we've got to thank Jethro Tull for not putting out an album this year, right."
De stijl van Crest of a Knave wordt weleens vergeleken met die van Dire Straits, gedeeltelijk omdat Anderson na zijn stemproblemen niet langer het stembereik bleek te hebben van voorheen. Jethro Tulls openhartige behandelmethode van seksualiteit was wél onverminderd. Het album bevat het nummer Budapest dat tegenwoordig veel live gespeeld wordt en schildert een backstagescène af met een verlegen meisje dat als hulpje voor hen werkte tijdens een concert in Boedapest. De Rock Island-tournee in 1989 bevatte een schimmenspel van lenige dansers tijdens het nummers Kissing Willie, eindigend in poses die grenzen aan pornografie.
Een ander nummer van Rock Island (een album dat qua stijl voortborduurt op Crest of a Knave, met gastkeyboardspeler Martin Allcock), Big Riff And Mando vertelt het verhaal van de diefstal van Barres dure mandoline tijdens een tournee door Amerika door een fan, die via een radio-uitzending liet weten de mandoline alleen terug te geven in ruil voor een optreden:
"Big Riff, rough boy, wants to be a singer in a band.

A little slow in the brain box, but he had a quick right hand."

(...)

"Ringing on the radio, got a proposition for those English boys.

I'll make the sing-song you can make the background noise."
In 1991 kwam dan Catfish Rising. Dit wordt ook weleens een heavy blues-album genoemd, omdat het naast hardrock veel van hun vroege blues-elementen bevat. Dat men qua stijl al helemaal de draad kwijt was in welk hokje Jethro Tull geplaatst moest worden, was te merken aan het feit dat Catfish Rising gelijktijdig zowel in de folkrock-charts als de hardrock-charts in de top 10 stond.
Een concert van de Catfish Rising-tournee werd uitgezonden door de BBC en is later op cd uitgebracht: Jethro Tull in Concert.
In 1992 volgt een semiakoestisch livealbum A Little Light Music dat goed ontvangen werd bij de fans vanwege de opmerkelijke verandering in compositie van veel nummers en een bewerking van een traditioneel Engelse lied John Barleycorn. De bezetting op dit album is Anderson, Barre en Pegg, nu samen met Dave Mattacks (Fairport Convention), die zowel de drums als het keyboard speelt.

### Verjaardagen
In 1988 bestond Jethro Tull twintig jaar en gaf ter gelegenheid daarvan een 3-dubbel-cd-box in beperkte oplage uit, 20 Years of Jethro Tull, met onder andere livenummers en onuitgebrachte nummers. Daarvan is ook een goedkopere enkele cd-versie uitgebracht.
Een logisch vervolg daarop was de viering van de vijfentwintigste verjaardag van Jethro Tull in 1993 met de 4-dubbel-cd-box 25th Anniversary Box Set in beperkte oplage, de dubbel-cd-uitgave The Best of Jethro Tull - The Anniversary Collection en een VHS-video met een documentaire getiteld A New Day Yesterday. Een andere noemenswaardige actie ten behoeve van die verjaardag was het alsnog uitbrengen van de gewraakte Château d'Isaster Tapes op verzoek van de die-hard-fans. Hierbij werd een bonus-cd gevoegd die uitsluitend onuitgebrachte nummers bevatte (voornamelijk uit de periode 1988–1993); deze cd-combinatie werd Nightcap genoemd.

### Wereldmuziek beïnvloede periode
De band toerde in 1994 voor het eerst door Aziatische landen als India en de stad Dubai met Perry vanaf dit punt als de vaste drummer en Andrew Giddings als de vaste keyboardspeler (beiden speelden eerder al voor de band, maar dan tijdelijk). Door deze oosterse culturen werd Anderson geïnspireerd en het album Roots to Branches uit 1995 laat world-music-invloeden horen. Anderson hanteerde op het album naast de originele dwarsfluit ook de Indische bamboefluit, of baby bansuri (later zou Jethro Tull weer enkele malen India en het Midden-Oosten bezoeken en heeft daar samen opgetreden met bansuri-speler Hariprasad Chaurasia). Verder heeft het album een oosterse sound en gaan de teksten onder meer over het rampzalige leven van jonge kinderen die als prostituee in steden als Bombay zwerven, de onderdrukking van moslima's en schetst Anderson derdewereldstraatbeelden. Ook luchtige nummers vinden hun weg naar dit album. De titel van het album deed de Jethro Tull-fans huiveren. Was dit het laatste album van de kunstenaars? Ze werden niet teleurgesteld.
Ook in 1995 kwam Andersons tweede soloalbum, Divinities: Twelve Dances with God. Dit was een compleet instrumentaal album dat totaal niet vergeleken kan worden met de Jethro Tull-muziek. Het is wellicht het best te omschrijven als modern klassiek. Op de cover staan de symbolen van vier grote wereldreligies. Opvallend dat juist dit album op plaats 1 stond in de Billboard charts.
Direct na de opnamen van Roots to Branches verliet Pegg de band om verder te gaan met zijn band Fairport Convention (de laatste jaren combineerde hij het toeren met beide bands tegelijk), omdat hij het rustiger aan wilde doen, en deze band lang niet zo'n actief tourleven had. Jonathan Noyce werd de nieuwe bassist.
In 1999 kwam het album J-Tull Dot Com. Ook hier zijn weer volop oosterse invloeden te horen, met zelfs een achtergrondzangeres uit India op het titelnummer. Het album gaat over het moderne internet-tijdperk, het ouder worden en Andersons katten. Naast de oosterse invloeden is dit album ook nogal heavy. Eén recensent schreef zelfs: "This is it! Jethro Tull goes Iron Maiden!"

### Nieuw millennium
Vervolgens, in 2000 kwam Andersons derde soloalbum, The Secret Language of Birds. Het titelnummers is een ode aan de dawn chorus. Op dit album doet Anderson wat hij ook in Jethro Tull doet, maar dan zonder de overige bandleden. Het is een akoestisch album – Anderson is immers de unplugged guy in een rockband – met nummers die, als ze elektrisch werden herschreven, zo door zouden kunnen gaan voor Jethro Tull-nummers qua teksten en complexiteit. Andrew Giddings assisteerde Anderson op dit album, net zoals ze ook samen Divinities: Twelve Dances with God hebben gemaakt.
In 2001 werd een nieuw compilatiealbum uitgebracht, The Very Best of, en werden enkele concerten van Jethro Tull gefilmd waar in 2002 een dvd van werd uitgegeven (Living with the Past), alsmede een gelijknamige live-cd.
In 2003 kwam Andersons vierde soloalbum Rupi's Dance vernoemd naar een van zijn katten, en dit album is meer nog dan Walk into Light en The Secret Language of Birds een Jethro Tull-achtig album. Deze keer semi-akoestisch, met opvallend veel gastmuzikanten en orkestrale stukken.
The Jethro Tull Christmas Album werd in dezelfde maand als Rupi's Dance uitgebracht, en bestaat voor een derde uit bestaande, en twee derden nieuwe (kerst)nummers. Het idee kwam van de platenmaatschappij, en het is ook een minder rockend album dan normaal. Het is wel te vergelijken met de albums uit de folkrock-periode.
Er kwam in 2005 zowel een live-dvd als dubbel-cd van Anderson uit, getiteld Ian Anderson Plays the Orchestral Jethro Tull. Bovendien verscheen het album Aqualung Live, in 2004 live opgenomen tijdens een radio-uitzending, en werd doorgegaan met wereldwijde tournees.
Verder doen alle bandleden nog veel werk als gastmuzikant bij andere bands. Puur voor het plezier, en om die bands verder te helpen.
Ook doen Martin Barre en Ian Anderson solotours. Martin Barre doet dat met een andere gitarist, Willy Porter. Ian Anderson heeft daarvoor een zelf samengestelde band, met zijn zoon James Duncan achter de drums. Hij doet zowel Rubbing Elbows With Ian Anderson-shows, waar hij veel van zijn soloalbums speelt, maar ook semi-akoestische versies van Jethro Tull-nummers. Deze opzet bestaat voor twee derden uit muziek, en een derde uit een cabaret-achtige theatervorm. Maar ook doet hij, met dezelfde band Ian Anderson Plays Orchestral Jethro Tull optredens (van de gelijknamige dvd en dubbel-cd), waar Jethro Tull-nummers en ook zijn solonummers gespeeld worden door Anderson en zijn band, samen met een symfonieorkest.
Op 20 december 2005 gaf Ian Anderson samen met de Neue Philharmonie Frankfurt, onder leiding van John O'Hara, een concert in de Heineken Music Hall te Amsterdam. Dit concert liet veel ruimte voor nieuwelinge Lucia Micarelli, die onder andere met haar viool een hardrockversie van Led Zeppelins Kashmir ten gehore bracht.
In 2006 hield de toenmalige bezetting na 11 jaar op te bestaan – het was daarmee de meest stabiele bezetting uit de geschiedenis van Jethro Tull. David Goodier, John O'Hara en James Duncan van Andersons Rubbing Elbows Band zijn officieel toegetreden tot Jethro Tull, en zij vervangen Jonathan Noyce en Andrew Giddings. Eind 2005 was Lucia Micarelli al aan de bezetting toegevoegd en eind 2006 nam Ann Marie Calhoun het stokje van haar over. In 2007 deed Anna Phoebe dat weer van haar.
In de herfst van 2006 deed Jethro Tull een akoestische tour, waarbij ze ook Nederland aandeden: op 23 en 24 november stonden ze in een uitverkocht 013 te Tilburg. Op 2 juni 2007 gaven ze een concert in de Waerdse Tempel te Heerhugowaard.
Platenmaatschappij EMI heeft in maart 2007 The Best of Acoustic Jethro Tull uitgebracht. Om voor de fans toch nog iets bijzonders te maken van deze uitgave heeft Anderson besloten om als bonus twee livenummers aan dit album toe te voegen. Deze uitgave werd gepromoot door een akoestische tournee in hun thuisland. Daarnaast is een dvd getiteld Live at Montreux 2003 uitgebracht.
In 2008 vierde Jethro Tull haar 40-jarig bestaan. In hun thuisland deden ze een uitgebreide tournee met gastoptredens van ex-bandleden en vrienden van Ian Anderson. Vervolgens deden ze een aantal optredens in Europa en hun grootste stadiontournee sinds de jaren 70 in de Verenigde Staten, waarbij Peter Frampton support-act was. In het najaar werd teruggekeerd naar Europa, waaronder een concert op 29 oktober in de IJsselhallen te Zwolle. De 2dvd-documentaire getiteld Their Fully Authorised Story, de muziek-dvd getiteld Jack-In-The-Green, en een speciale uitgave van hun eerste album This Was kwamen allemaal in dit jubileumjaar uit.
In 2009 toerde de band tot september, waarna Ian Anderson met een akoestische solotournee startte. Op 16 mei stonden ze op het Highlands Festival in Amersfoort. In september werden de cd en dvd Live at Madison Square Garden 1978 uitgegeven, waarna in november de dvd's Live at AVO Session Basel en Christmas at St. Bride's 2008 volgden.
In 2010 kwam de band met een eigen radiostation op internet. Binnen een week bestormden ze de charts en werden meer beluisterd dan gelijkaardige stations van hun tijdgenoten The Rolling Stones, The Beatles, Led Zeppelin. Jethro Tull Internet Radio kreeg de prijs "Editor's Pick" voor zijn kwaliteit.
In 2011 nam Anderson zonder Barre en Perry een vervolgalbum op Thick as a Brick op getiteld Thick as a Brick 2: Whatever Happened to Gerald Bostock?. Op de hoes van het album, dat in het voorjaar van 2012 uitkwam, staat als artiest Jethro Tull's Ian Anderson vermeld. Anderson is ook zonder Barre en Perry op tournee gegaan waarbij zowel Thick as a Brick als diens opvolger integraal uitgevoerd worden. De beslissing van Anderson om Barre en Perry niet bij dit project te betrekken, is volgens sommige critici het begin van het einde van Jethro Tull.
In 2014 kondigde Anderson aan dat vanaf dat punt hij al zijn muziek zou uitgeven op zijn eigen naam. De band is inmiddels opgebroken.

## Relatie met de pers
Na A Passion Play was de relatie tussen de Britse en Amerikaanse muziekpers en Jethro Tull (met name Anderson) ernstig verstoord. Met enige uitzonderingen zoals de Grammy Award wordt de band volkomen genegeerd, maar zo rond het jaar 2000 komt daar langzaamaan verandering in. Echter verbruidt hij het in Amerika snel weer door een aantal uitspraken in een interview. De rel werd zelfs zo groot dat vele radiostations hun muziek weigeren te draaien. Het ging om deze uitspraken, gedaan in de tijd dat er veel ophef over de oorlog in Irak was, van Ian Anderson in een interview:
"I hate to see the American flag hanging out of every bloody station wagon, out of every SUV, every little Midwestern house in some residential area. It's easy to confuse patriotism with nationalism. Flag waving ain't gonna do it!"
"Americans are in a dreadful pickle at the moment, being they're the villains of the planet as far as roughly half the population of the world is concerned. Half the world pretty much hates Americans."
"We keep the flag-waving out of normal society these days, because we know that it just engenders old animosities - we old Europeans who are a little sadder and wiser as a result of having the shit beaten out of us a number of times, and our cities and national monuments destroyed. We're probably a little more sanguine about this than the very sensitive American psyche, which has not experienced or had to endure these offenses on its home turf."
Aangetekend moet worden dat niet alle media hieraan meedoen. Het zijn vooral de grote gerenommeerde muziektijdschriften; de kleinere tijdschriften en lokale reguliere pers doen dit niet of minder. In veel landen op het Europese continent (met name Duitsland, Oostenrijk, Zwitserland en Italië), Zuid-Amerika en Azië is dit ook niet het geval. In Duitsland wordt de band zelfs veelvuldig gevraagd voor televisieshows en grote evenementen en beleven ze op dit moment hun tweede hoogtepunt qua populariteit.
In het thuisland Engeland lijkt sinds 2005 ook een ommekeer te zijn. De BBC heeft Anderson voor hun 2006 tournee veelvuldig geïnterviewd voor zowel de tv als de radio, en ook de bladen werken mee. Deze tournee was dan ook al maanden van tevoren compleet uitverkocht.

## Populariteit
Mede door de boycot van de pers sinds halverwege de jaren 70 is Jethro Tull op dit moment minder bekend en geliefd dan voorheen. Op hun hoogtepunt was de band qua populariteit te vergelijken met bands als The Beatles en Rolling Stones. Zo hoog zouden ze nu zeker niet eindigen, hoewel weinig mensen zullen tegenspreken dat ze tot de Grote Zes van de progressieve rock behoren – dat zijn Jethro Tull, Pink Floyd, King Crimson, Yes, Genesis en Emerson, Lake and Palmer – waarbij zij in de jaren 70 bovendien meer platina en gouden albums hadden dan ieder ander uit dat genre, en dat zonder het uitbrengen van singles. Er blijft een schare zeer trouwe fans die de band op handen draagt. Hun populariteit blijkt ook uit letterlijk honderden illegaal te verkrijgen bootlegs en de tientallen fanclubs en coverbands.
De teller van cd-verdiensten staat inmiddels op ruim 1 miljard dollar door de jaren heen. Jethro Tull heeft in de loop der jaren ongeveer 3500 concerten gegeven. Ze hebben vijf platina en elf gouden albums.

## Jethro Tull in Nederland en België
In Nederland heeft Jethro Tull eigenlijk alleen in de jaren 70 een periode van enige populariteit meegemaakt. Tegenwoordig wordt er aan deze band weinig aandacht meer besteed. Nederland heeft weliswaar een fanclub This is not the way Ian planned it, maar hun populariteit is altijd achtergebleven bij die in de VS, Duitsland en Groot-Brittannië.
| Datum             | Locatie                     | Stad          | Bijzonderheden                                    |
| ----------------- | --------------------------- | ------------- | ------------------------------------------------- |
| 7 september 1969  | Concertgebouw               | Amsterdam     |                                                   |
| 10 oktober 1969   | Concertgebouw               | Amsterdam     | uitgezonden door de NCRV op TV                    |
| 11 oktober 1969   | Egmond Complex              | Londerzeel    | The Island Show                                   |
| 10 februari 1972  | Vorst Nationaal             | Brussel       |                                                   |
| 11 februari 1972  | De Doelen                   | Rotterdam     |                                                   |
| 12 februari 1972  | Concertgebouw               | Amsterdam     |                                                   |
| 12 oktober 1974   | Ahoy                        | Rotterdam     |                                                   |
| 13 oktober 1974   | Vorst Nationaal             | Brussel       |                                                   |
| 14 oktober 1974   | Vorst Nationaal             | Brussel       |                                                   |
| 1 mei 1976        | Vorst Nationaal             | Brussel       |                                                   |
| 5 mei 1976        | Ahoy                        | Rotterdam     |                                                   |
| 2 juni 1977       | Ahoy                        | Rotterdam     |                                                   |
| 3 juni 1977       | Vorst Nationaal             | Brussel       |                                                   |
| 13 mei 1978       | Congresgebouw               | Den Haag      |                                                   |
| 14 mei 1978       | Vorst Nationaal             | Brussel       |                                                   |
| 16 maart 1980     | Congresgebouw               | Den Haag      | uitgezonden door de KRO op radio                  |
| 17 maart 1980     | Vorst Nationaal             | Brussel       |                                                   |
| 1 februari 1981   | Vorst Nationaal             | Brussel       |                                                   |
| 4 februari 1981   | Ahoy                        | Rotterdam     |                                                   |
| 25 april 1982     | Vorst Nationaal             | Brussel       |                                                   |
| 11 mei 1982       | Ahoy                        | Rotterdam     |                                                   |
| 24 september 1984 | Congresgebouw               | Den Haag      |                                                   |
| 25 september 1984 | Vorst Nationaal             | Brussel       |                                                   |
| 11 oktober 1987   | Congresgebouw               | Den Haag      |                                                   |
| 12 oktober 1987   | Koninklijk Circus           | Brussel       |                                                   |
| 2 april 1992      | Vredenburg                  | Utrecht       |                                                   |
| 3 april 1992      | Ancienne Belgique           | Brussel       |                                                   |
| 15 juni 1993      | Koninklijk Circus           | Brussel       |                                                   |
| 17 juni 1993      | Vredenburg                  | Utrecht       |                                                   |
| 12 mei 1994       | Martiniplaza                | Groningen     |                                                   |
| 13 mei 1994       | Koningin Elisabethzaal      | Antwerpen     |                                                   |
| 14 mei 1994       | Muziekcentrum Frits Philips | Eindhoven     |                                                   |
| 13 oktober 1995   | Koninklijk Circus           | Brussel       |                                                   |
| 19 oktober 1995   | Vredenburg                  | Utrecht       |                                                   |
| 6 juni 1997       | Vredenburg                  | Utrecht       |                                                   |
| 7 juni 1997       | Ancienne Belgique           | Brussel       |                                                   |
| 19 oktober 1999   | Wisseloord Studios          | Hilversum     | uitgezonden door RTL 5 op TV, en KINK FM op radio |
| 20 oktober 1999   | Vredenburg                  | Utrecht       |                                                   |
| 21 oktober 1999   | Ancienne Belgique           | Brussel       |                                                   |
| 12 juni 2001      | Vredenburg                  | Utrecht       |                                                   |
| 13 juni 2001      | Ancienne Belgique           | Brussel       |                                                   |
| 9 juni 2003       | Ancienne Belgique           | Brussel       |                                                   |
| 10 juni 2003      | Heineken Music Hall         | Amsterdam     |                                                   |
| 20 december 2005  | Heineken Music Hall         | Amsterdam     | met Neue Philharmonie Frankfurt                   |
| 23 november 2006  | 013                         | Tilburg       | akoestisch concert                                |
| 24 november 2006  | 013                         | Tilburg       | akoestisch concert                                |
| 1 juni 2007       | Vorst Nationaal             | Brussel       |                                                   |
| 2 juni 2007       | Waerdse Tempel              | Heerhugowaard |                                                   |
| 29 oktober 2008   | IJsselhallen                | Zwolle        |                                                   |
| 16 mei 2009       | Stadspark Schothorst        | Amersfoort    |                                                   |
| 19 mei 2010       | 013                         | Tilburg       |                                                   |
| 16 november 2012  | Koninklijk Circus           | Brussel       |                                                   |
| 19 november 2012  | Melkweg                     | Amsterdam     |                                                   |
| 10 november 2013  | De Oosterpoort              | Groningen     |                                                   |
| 11 november 2013  | 013                         | Tilburg       |                                                   |
| 12 mei 2015       | TivoliVredenburg            | Utrecht       |                                                   |
| 13 mei 2015       | Parkstad Limburg Theater    | Heerlen       |                                                   |
| 16 juli 2017      | Blues Peer Festival         | Peer          |                                                   |
| 23 november 2018  | Stadsschouwburg             | Antwerpen     |                                                   |
| 25 november 2018  | Carré                       | Amsterdam     |                                                   |
| 26 november 2018  | 013                         | Tilburg       |                                                   |
| 24 augustus 2019  | Fiesta City Festival        | Verviers      |                                                   |
| 20 oktober 2019   | Parkstad Limburg Theater    | Heerlen       |                                                   |
| 21 oktober 2019   | Philharmonie Haarlem        | Haarlem       |                                                   |
| 22 oktober 2019   | TivoliVredenburg            | Utrecht       |                                                   |

## In populaire cultuur
- Jethro Tull is inmiddels al zoveel jaren actief en succesvol dat ze een zekere cultstatus hebben verworven. Dit zie je bijvoorbeeld terug in de vele films en tv-series waarin naar hen verwezen wordt, zoals in Breaking the Waves, The Sopranos, Anchorman, Ugly Betty, Friends, Armageddon, Beautiful Girls, Big Daddy en Breaking Bad.
- In aflevering 375, seizoen 17 (2006) van The Simpsons wordt de eindgeneriek van de aflevering, getiteld "Girls Just Want to Have Sums", begeleid door "Thick as a Brick" van de band Jethro Tull.
- In de GTA-gameserie zit een personage genaamd Jethro met uiterlijke kenmerken van Ian Anderson zoals een ringbaard en bandana.

## Trivia
- Aan het eind van elk concert worden grote ballonnen door Anderson in het publiek gegooid nadat hij ze een poosje op zijn hoofd heeft laten balanceren.
- Tijdens optredens staat Anderson vaak op één been te fluiten, een typische en beroemde pose. Vaak wordt hem in interviews gevraagd waar die gewoonte vandaan komt. Steevast is dan zijn antwoord: "In onze beginjaren droeg ik altijd een zeer strakke broek tijdens de optredens. Als ik dan hoge tonen moest fluiten, veroorzaakte dat bepaalde samentrekkingen in het kruis waardoor een van mijn benen omhoog schoot."
- Alle albums (buiten de compilaties) tot en met Roots to Branches zijn in een digitaal verbeterde versie uitgebracht. Deze bevatten meestal schrapsels, livenummers of videoclips als bonus, alsmede een uitgebreid boekje met een voorwoord van Anderson.
- In 1979 zijn geluidsintensiteitsmetingen verricht bij honderden rockacts en Jethro Tull was de op vier na luidste band gemeten.

## Discografie

### Lp's van Jethro Tull
- This Was (1968)
- Stand Up (1969)
- Benefit (1970)
- Nothing Is Easy: Live at the Isle of Wight 1970 (1970) (live)
- Aqualung (1971)
- Thick as a Brick (1972)
- Living in the Past (1972) (dubbel-cd)
- A Passion Play (1973)
- War Child (1974)
- Minstrel in the Gallery (1975)
- M.U. - The Best of Jethro Tull (1976)
- Too Old to Rock 'n' Roll: Too Young to Die! (1976)
- Songs from the Wood (1977)
- Repeat: The Best of Jethro Tull - Vol. II (1977)
- Heavy Horses (1978)
- Live: Bursting Out (1978) (dubbel-cd, live)
- Live at Madison Square Garden 1978 (1978) (live)
- Stormwatch (1979)
- A (1980)
- The Broadsword and the Beast (1982)
- Under Wraps (1984)
- Live at Hammersmith '84 (1984) (live)
- A Classic Case (1985)
- Original Masters (1985)
- Crest of a Knave (1987)
- 20 Years of Jethro Tull (1988) (3-dubbel-cd)
- 20 Years of Jethro Tull (1988)
- Rock Island (1989)
- Catfish Rising (1991)
- Jethro Tull in Concert (1991) (live)
- A Little Light Music (1992) (live)
- 25th Anniversary Box Set (1993) (4-dubbel-cd)
- The Best of Jethro Tull - The Anniversary Collection (1993) (dubbel-cd)
- Nightcap (1993) (dubbel-cd)
- Roots to Branches (1995)
- Through the Years (1997)
- J-Tull Dot Com (1999)
- The Very Best of (2001)
- Living with the Past (2002) (live)
- Extended Versions (2002) (live)
- The Essential Jethro Tull (2003)
- Live at Montreux 2003 (2003) (live)
- The Jethro Tull Christmas Album (2003)
- Aqualung Live (2004) (live)
- The Best of Acoustic Jethro Tull (2007)
- Christmas at St. Bride's 2008 (2008) (live)
- Live in Los Angeles 1980 (2013) (live)
- The Zealot Gene (2022)
- RökFlöte (2023)
- Curious Ruminant (2025)

### Cd's van Ian Anderson
- Walk into Light (1983)
- Divinities: Twelve Dances with God (1995)
- The Secret Language of Birds (2000)
- Rupi's Dance (2003)
- Ian Anderson Plays the Orchestral Jethro Tull (2005) (live, dubbel-cd)
- Thick as a Brick 2: Whatever Happened to Gerald Bostock? (2012)
- Homo Erraticus (2014)

### Video's van Jethro Tull
- Nothing Is Easy: Live at the Isle of Wight 1970 (1970, dvd)
- Live at Madison Square Garden 1978 (1978, dvd)
- Slipstream (1980, vhs/dvd)
- 20 Years of Jethro Tull (1988, vhs)
- Jack-in-the-Green (1993, dvd)
- A New Day Yesterday (1993, vhs/dvd)
- Living with the Past (2002, dvd)
- Live at Montreux 2003 (2003, dvd/blu-ray)
- Their Fully Authorised Story (2008, 2dvd)
- Live at AVO Session Basel (2008, dvd)

### Dvd's van Ian Anderson
- Ian Anderson Plays the Orchestral Jethro Tull (2005)

### Dvd's van Jethro Tull
| Dvd's met hitnoteringen in de Nederlandse Dvd Music Top 30 | Datum van verschijnen | Datum van binnenkomst | Hoogste positie | Aantal weken | Opmerkingen                    |
| ---------------------------------------------------------- | --------------------- | --------------------- | --------------- | ------------ | ------------------------------ |
| Living with the past                                       | 2002                  | 01-06-2002            | 10              | 1            |                                |
| Around the world live                                      | 2013                  | 15-06-2013            | 20              | 2            |                                |
| Thick as a brick - Live in Iceland                         | 2014                  | 23-08-2014            | 13              | 7            | als Jethro Tull's Ian Anderson |

### NPO Radio 2 Top 2000
| Nummers met noteringen in de NPO Radio 2 Top 2000 | '99 | '00 | '01 | '02 | '03 | '04 | '05 | '06 | '07  | '08 | '09  | '10  | '11  | '12  | '13  | '14  | '15  | '16 | '17 | '18 | '19  | '20  | '21  | '22  | '23  | '24  |
| ------------------------------------------------- | --- | --- | --- | --- | --- | --- | --- | --- | ---- | --- | ---- | ---- | ---- | ---- | ---- | ---- | ---- | --- | --- | --- | ---- | ---- | ---- | ---- | ---- | ---- |
| Bourée                                            | 720 | -   | -   | 686 | 865 | 828 | 831 | 810 | 1063 | 882 | 1173 | 1127 | 1384 | 1466 | 1590 | 1843 | 1982 | -   | -   | -   | -    | -    | -    | -    | -    | -    |
| Locomotive Breath                                 | 313 | 226 | 224 | 326 | 231 | 311 | 306 | 270 | 405  | 292 | 480  | 431  | 498  | 540  | 600  | 636  | 586  | 697 | 740 | 996 | 1012 | 1040 | 1135 | 1112 | 1269 | 1301 |

1. ↑  Een '-' betekent dat het nummer niet was genoteerd en een vetgedrukt getal geeft de hoogste notering van een nummer aan.